# Корзюков Анатолій Іванович
Корзюков Анатолій Іванович (8.08.1938—21.07.2022) — український зоолог, орнітолог, доцент Одеського національного університету ім. І. І. Мечникова.

## Життєпис
Народився 8 серпня 1938 року в м. Одеса, батько (Іван Нестерович) і мати (Поліна Сергіївна) працювали в Одеському трамвайному депо. Після звільнення Одеси від фашистських загарбників у серпні 1944 року, батька забрали на фронт; війну він закінчив в Угорщині.
У 1946 почав навчатись у середній школі № 57. З 6-7 класів починає відвідувати зоологічний гурток при обласній станції юних натуралістів. Ще у шкільному віці під керівництвом завідувача кафедри зоології хребетних Одеського університету І. І. Пузанова написав декілька наукових публікацій. Одна з перших була: «Приваблювання i охорона корисних птахів юннатами міста Одеси» (1957). З 8 класу його переводять до школи № 101. У цей же період він знайомиться з науковим співробітником зоологічного музею університету Л. Ф. Назаренком.
Після вступу до Одеського університету, його відразу призивають до Радянської армії. Після завершення служби, повертається до університету та переводиться на вечірню форму навчання. У 1967 на кафедрі зоології хребетних університету захищає дипломну роботу, присвячену лелекоподібним птахам дельти Дністра та отримує диплом.
Із серпня 1961 працює в Одеському обкомі комсомолу.
У 1974 обіймає посаду старшого викладача кафедри зоології хребетних Одеського університету, а в 1983 захищає кандидатську дисертацію. У 1984 отримує звання доцента. У 1984—1985 рр. був завідувачем кафедри зоології хребетних. Виходить на пенсію в 2015 році.
Пішов з життя 21 липня 2022 року. Поховано в Одесі.

## Наукова та громадська діяльність
Основна сфера наукових інтересів — фауністика, міграція птахів, охорона птахів.
На початку 1970-х років йому вдається потрапити на острів Зміїний та розпочати там регулярні спостереження за міграцією птахів, а також відлов та кільцювання птахів. Такі сезонні роботи тривали протягом понад 30 років. Завдяки цим дослідженням список орнітофауни України було доповнено декількома новими залітними видами.
Кандидатська дисертація присвячена темі попередження зіткнення літаків із мігруючими птахами.
Активно займається громадською діяльністю. Є одним із організаторів Азово-Чорноморської орнітогічної групи, президентом Азово-Чорноморської орнітологічної спілки, головою ради Українського товариства охорони птахів, експертом Міжнародного союзу охорони природи, організатором та учасником багатьох наукових конференцій та семінарів. Часто виступає на радіо, телебаченні та у пресі на екологічну тематику.

## Відзнаки
- Відмінник вищої освіти;
- Медаль за внесок в охорону птахів України Італійського національного інституту дикої природи.[2]

## Наукові публікації
Автор понад 250 наукових публікацій. Основні з них:
- Корзюков А. И. О массовом пролете и гнездовании лебедя-шипуна в юго- западной части Одесской области // Орнитология. — М.: МГУ, 1972. — Вып. 10. — С. 349—350.
- Корзюков А. И. Ночные миграции птиц над Северо-Западной частью Черного моря // Вестник зоологии. — 1979. — № 3. — С. 74-76.
- Корзюков А. И. О встрече белошапочной овсянки, корольковой пеночки в Северо-Западном Причерноморье // Вестник зоологии. — 1982. — № 4. — С. 75-76.
- Корзюков А. И. Изучение массовых перемещений птиц в северо-западном Причерноморье с целью предупреждения их столкновений с самолетами: Автореф. диссер. на соискание учёной степени канд. биол. наук. — Кишинёв, 1983. — 24 с.
- Корзюков А. И. Находки черно-пегой каменки и хохлатой кукушки в Северо-Западном Причерноморье // Вестник зоологии. — 1985. — № 5. — С. 84-85.
- Корзюков А. И. К биологии морского зуйка на юге Украины // Орнитология. — М.: МГУ, 1990. — Вып. 24. — С. 127—128.
- Кошелев А. И., Корзюков А. И., Валяев Н. А., Жмуд М. Е. Лысуха в Дунай-Днестровском междуречье // Орнитология. — М.: МГУ, 1990. — Вып. 24. — С. 51-67.
- Корзюков А. І. Острів Зміїний. Рослинний і тваринний світ: монографія / В. А. Сминтина, В. О. Іванця, Т. В. Гудзенко та ін. — Одеса: Астропринт, 2008. — 182 с.

## Хобі
Багато років активно займався бджільництвом та садівництвом на присадибній ділянці.